# Земледелие (система мінування)
«Земледелие» (укр. «Землеробство») — російська інженерна система дистанційного мінування (ІСДМ) .

## Загальні відомості

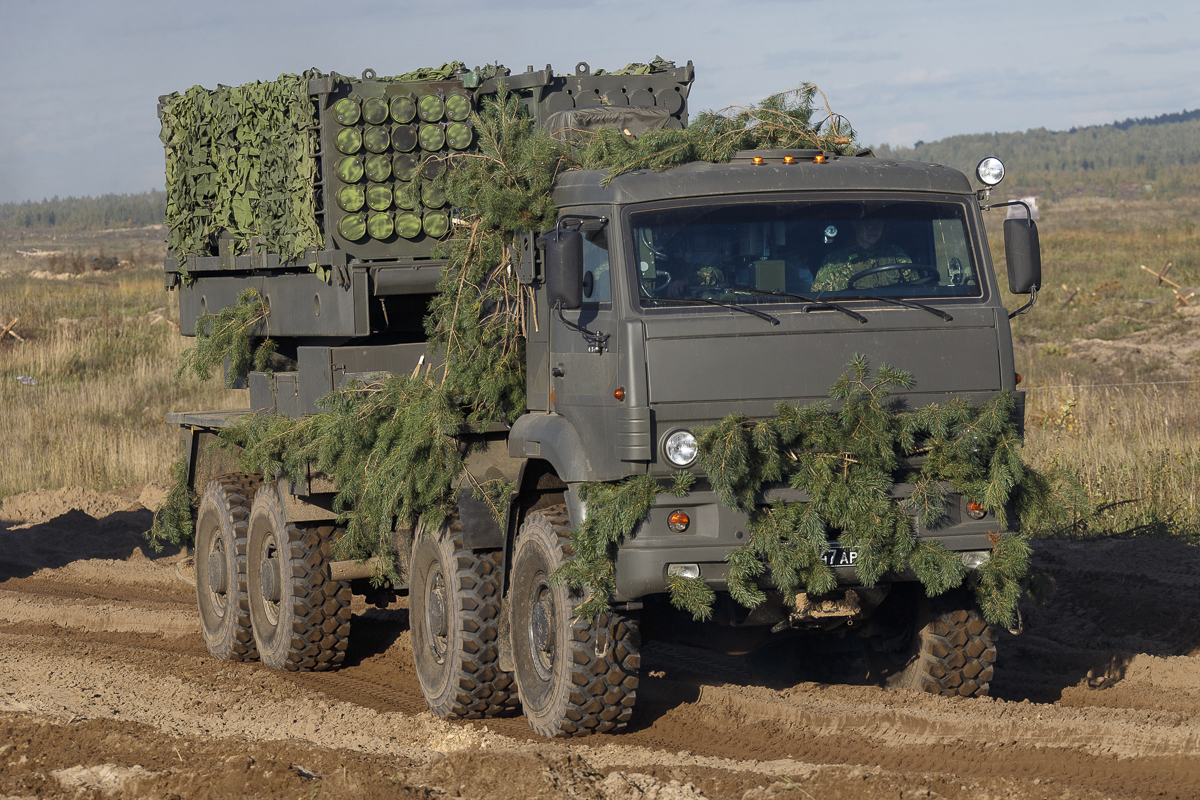
Інженерний розвідувально-вогневий комплекс «Земледелие» на марші

Розробник системи — НВО «СПЛАВ» ім. А. Н. Ганичева, що входить до контуру управління холдингу «Технодинаміка» — керуючої організації АТ «НПК „Техмаш“».
Вперше «Земледелие» показали на параді Перемоги на Червоній площі, що відбувся 24 червня 2020 року у Росії.
«Земледелие» призначене оперативно створювати мінні поля на відстані від 5 до 15 км. Вона вистрілює реактивні снаряди, які забезпечують встановлення мін у заданому районі. Система укладає мінні поля будь-якої складності, у тому числі з готовими проходами для своїх військ.
Наприкінці 2020 року було завершено попередні випробування даної системи.
Перші машини надійшли у російські війська у 2020—2021 роках.
ІСДМ «Земледелие» зовні нагадує РСЗВ «Град» або «Торнадо-Г» та також використовує боєприпаси калібру 122 мм. Однак для мінування використовуються боєприпаси з двигуном на твердому паливі, начинені різними типами мін.
Склад комплексу: бойова машина на восьмиколісному броньованому шасі КамАЗ, транспортно-заряджальна машина та транспортно-пускові контейнери з інженерними боєприпасами.
Бойова машина має по два блоки на 25 ракет кожен (всього 50), вона оснащена супутниковою навігаційною системою, комп'ютером та метеостанцією, що дозволяє вносити корективи та враховувати вплив погоди на політ ракет.
Система «Земледелие» оснащена більш досконалими боєприпасами. Кожна міна (може бути) обладнана програмованими самоліквідаторами або дезактиваторами.
За оцінками редакторів організації ARES одна установка «Земледелие» здатна встановити до 600 протипіхотних мін ПОМ-3 «Медальйон».

## Бойове застосування

### Російсько-українська війна
27 березня 2022 року стало відомо що російські війська під час вторгнення в Україну використовують у Харківській області ІСДМ «Земледелие». Також в Харківській області було помічено використання російськими військовими протипіхотних мін ПОМ-3 «Медальйон», які дистанційно встановлює система «Земледелие».
3 березня 2023 року стало відомо, що бійцями Національної Гвардії України одну ІСДМ «Земледелие» було знищено. На виявлену установку з дрона було скинуто гранату, яка влучила в інженерний боєприпас, що спричинило потужний вибух.